# Trafikinformatör

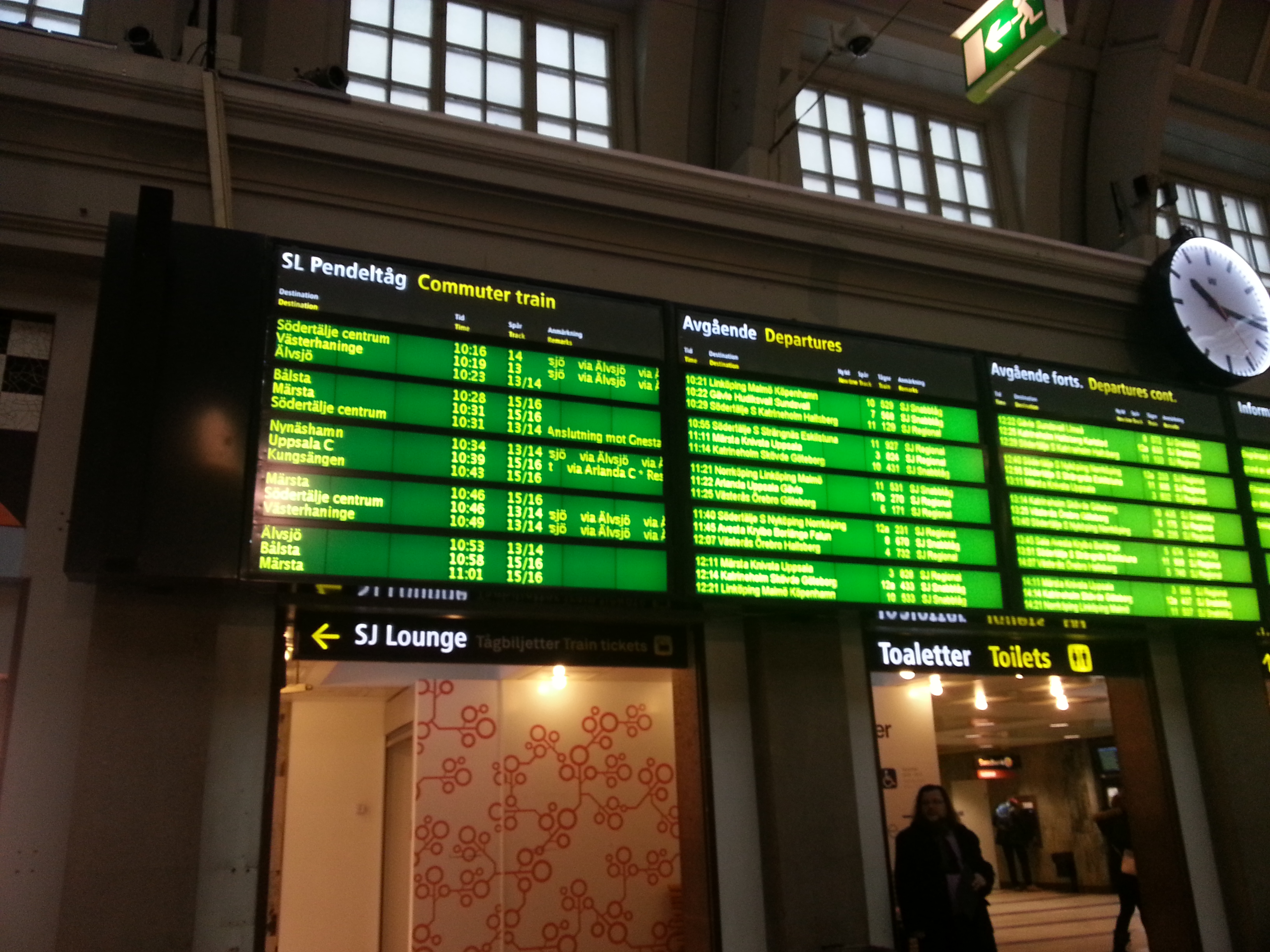
Trafikinformation på Stockholm C

En trafikinformatör arbetar med att informera allmänhet och resenärer om trafiksituationen på järnväg eller i tunnelbana, antingen från en trafikledning eller direkt på plats. Deras arbete kan till exempel bestå av högtalarutrop och skyltning på stationerna samt information till exempelvis webb, trafikpersonal, media och övriga trafikentreprenörer. Detta så att resenärerna och övriga parter får så korrekta uppgifter om trafiken som möjligt .

### Fotnoter
1. ↑  Trafikinformatör